# 大満寺山
大満寺山（だいまんじさん）は、島根県隠岐郡隠岐の島町にある標高607.7メートルの山である。

## 概要
隠岐諸島の最高峰である。山名は中腹にある寺の名に由来し、隠岐富士の別名がある。中国百名山のひとつで、一帯は大山隠岐国立公園に指定されている。